# Number i
Number_i(ナンバーアイ, 넘버아이, 난바아이)는 2023년 10월에 결성된 TOBE와 관련된 일본 보이 밴드이다. 히라노 쇼, 진구지 유타, 키시 유타가 결성했다.

## 역사
현재 자니스 사무소의 King & Prince의 전 멤버 3명은 2023년 5월 22일에 그룹을 떠났다. 히라노와 진구지는 같은 날 소속사와 관계를 끊었고 기시는 2023년 9월 30일에 떠났다.
2023년 7월 7일, 히라노와 진구지는 유튜브 라이브 스트림을 통해 타키자와 히데아키가 설립한 TOBE와의 새로운 제휴를 발표했다. 2023년 10월 15일 유튜브 라이브 스트림에서 진행된 기시의 현재 TOBE 소속 발표에는 Number_i 결성에 대한 소식도 포함되어 있다.
기시는 "Number_i"를 생각해 냈고 쇼와 진구지는 그룹명에 동의했다. i는 Number One and Only One의 약자로, 1등이 되겠다는 목표와 거기에 도달하는 여정의 중요성을 의미한다. 일본어로 사랑 "愛", 영어로 I(나자신)를 의미하며, 프로젝트에 몰입하여 멤버 각자의 고유한 것으로 받아들인다는 의미이다.
2024년 1월 1일, 첫 번째 디지털 싱글 'GOAT'이 발매되었다.

## 구성원
- 키시 유타, 히라노 쇼, 진구지 유타